# متلازمة الجيب السباتي
متلازمة الجيب السباتي (بالإنجليزية: Carotid sinus syndrome)‏ ويسمى أيضاً فرط تحسس الجيب السباتي (بالإنجليزية: Carotid Sinus Hypersensitivity)‏ هو مرض ناجم عن زيادة في حساسية مستقبلات الضغط للضغط الخارجي على الجيب السباتي مما يتسبب في دوخة أو إغماء بسبب استجابة مبالغ فيها من مستقبلات الضغط والتي تؤدي إلى تباطؤ قلبي وأحياناً صمت قلبي لعدة ثوانٍ، الأمر الذي يتسبب في نقص التروية للدماغ وحدوث الدوخة أو الإغماء.

## إحصائيات
ينتشر المرض بين كبار السن، حيث يُعاني ما يقرب من 14% من سكان دور المسنين، كما يعتبر المرض مسؤلاً عما يقرب من 30% من حالات الإغماء المبهمة.

## آلية المرض
يحتوي جدار الجيب السباتي على مستقبلات الضغط (بالإنجليزية: Baroreceptors)‏، وهي عبارة عن مجسات عصبية لقياس ضغط الدم. تلعب هذه المجسات العصبية لضغط الدم دوراً أساسياً في تنظيم الدورة الدموية عن طريق نقل قياسات الضغط إلى الدماغ وبالذات إلى النواة المفردة (باللاتينية: nucleus solitarius) في جذع الدماغ (باللاتينية: truncus cerebri) (مركز تنظيم ضغط الدم في الدماغ)، حيث يتم من هناك التحكم في تَوَتُّر (تضيق) الأوعية الدموية، كما يتم نقل القراءات إلى الجملتين الوُدِّيَّة ونظير الودي، هذان الجهازان الذان يتحمان أيضاً بالدورة الدموية وبمعدل نبض القلب.
مع تقدم العمر فإن التكلسات جدار الجيب السباتي تؤدي إلى خلل في وظيفة مستقبلات الضغط، فيؤدي التصلب إلى رد فعل مبالغ فيه على ضغط خارجي على الجيب السباتي مثل الضغط الذي ينشأ عند تدليك الرقبة، أو حتى عند الالتفات إلى الجانب بحيث تضغط عضلات الرقبة على الجيب السباتي. في هذه الحالات فإن الضغط الخارجي يؤدي إلى هبوط في ضغط الدم أو إلى تباطؤ قلبي أو حتى توقف القلب لثوانٍ عدة، باعتبار أن الدماغ يفسر هذا المعلومات الواردة من الجيب السباتي على أنه ارتفاع مفاجئ في ضغط الدم، فيحاول الرد عليه بتخفيض (غير مناسب) لضغط الدم.
اعتماداً على ماسبق يمكن تمييز ثلاث حالات للمرض:
1. التثبيط القلبي: وهذا يعني التأثير سلباً على عدد دقات القلب عبر الجملة نظير الودية وذلك بتثبيطها، وينجم عن ذلك تباطؤ قلبي، في هذه الحالات فإن حقن مادة الأتروبين تزيل الأثر السلبي للمتلازمة. هذا النوع يشكل ما يقرب من 70-75% من الحالات.
2. توسع الأوعية: هنا يتمثل الأثر في توسع الأوعية الدموية من خلال التأثير على توازن الجملة الودية ونظير الودية، بحيث يحصل هبوط في الضغط بسبب توسع الأوعية المحيطية، هذه الحالة تشكل ما بين 5-10% من الحالات، في هذه الحالات لا تأثير للأتروبين على الأعراض.
3. النوع الثالث والذي يشمل خليطاً ما بين النوعين الأول والثاني، ويشكل ال 20-25% من الحالات.

## أعراض المرض
يشكو العديد من مرضى المتلازمة من:
- دوخات متكررة.
- إغماء متكرر.
- وقوع متكرر بدون عرقلة، حين هبوط ضغط الدم وبالتالي ضعف العضلات.
- ظهور الأعراض حين الالتفات للجانب، أو حين ارتداء ملابس ضيقة على العنق مثل ربطة العنق (الكرافة).
- ظهور بسبب أورام الرقبة.

## تشخيص المرض
يتم تشخيص المرض من خلال إثبات فرط حساسية الجيب السباتي للمؤثرات الخارجية عليه، مثل تدليك الجيب السباتي (لجهة واحدة فقط من الرقبة!) بينما يتم تسجيل ضغط الدم قبل وبعد التدليك، وتسجيل مخطط قلب كهربائي أثناء التدليك لملاحظة أثر التدليك على معدل نبض القلب. لابد من مراعاة التشخيصات التفريقية مثل:
- غشي وعائي مبهمي.
- غشي انتصابي.
- غشي وضعي.
- غشي آدمز-ستوكز.
- غشي سعالي.
- أسباب عضوية أخرى للغشي مثل: الصرع ونقص سكر الدم... الخ.

## العلاج
تعتمد الحاجة للعلاج على مدى المعاناة من هذه الحالة المرضية، ففي معظم الأحيان يُعاني المرضى من غشي متكرر على فترات طويلة، مثل كون الغشي يأتي مرة في السنة أو أقل، ويكفي هنا تثقيف المريض بماهية المرض، وبكون المرض غير خطير، كما يكفي تثقيف المريض بتجنب السبب المؤدي إلى الضغط على الجيب السباتي، مثل تجنب الملابس الضيقة حول العنق أو تجنب الالتفات المفاجئ للجانب.
في الحالات التي يكون المرض فيها مؤثراً جدياً على حياة المريض، من خلال كون المريض يتعرض للإصابات البدنية أثناء وقوعه بسبب الإغماء، أو حصول الإغماء في فترات قصيرة، فإنه يمكن من خلال غرس ناظمة قلبية مغروسة يمكن تجنب حالات المرض من النوع الأول (التثبيط القلبي). أما في النوع الثاني والناجم عن (توسع الأوعية الدموية) وهبوط الضغط، فيمكن معالجته عند أصحاء القلب بمحاولة الحفاظ على مستوى كافٍ لضغط الدم من خلال تناول السوائل، والإكثار من الملح لرفع الضغط.